# Operacja köprüköyska
Operacja köprüköyska (inne nazwy: ofensywa köprüköyska, ofensywa Bergmana, ros. Кёприкейская операция, tur. Köprüköy muharebeleri) – pierwsza poważniejsza operacja wojskowa z udziałem armii rosyjskiej i tureckiej na froncie kaukaskim w I wojnie światowej. Operacja miała miejsce w dniach 2–16 listopada 1914, według innych źródeł (rosyjskich) 15–9 listopada 1914 (być może jest to datowanie według kalendarza rosyjskiego) i zakończyła się sukcesem armii osmańskiej. Od nazwiska dowódcy wojsk rosyjskich zaangażowanych w starcie nosi też nazwę Ofensywa Bergmana (ros. Наступление Берхмана).

## Przebieg operacji
Ofensywa köprüköyska stanowiła pierwszą poważną operację militarną na froncie kaukaskim I wojny światowej. 2 listopada rosyjskie formacje zgrupowane w 1 Korpus Kaukaski i dowodzone przez generała Georgija Bergmana przekroczyły granicę turecko-rosyjską rozpoczynając ofensywę w kierunku południowo-zachodnim skierowaną na tureckie miasto Köprüköy. Idąca na prawym skrzydle wojsk rosyjskich brygada Istomina kierowała się na miasto İd (obecna nazwa Narman) w prowincji Erzurum. Idąca na lewej flance wojsk rosyjskich dywizja kozacka dowodzona przez gen. Batumina kierowała się na miasto Alaszkert.
7 listopada główne siły rosyjskie, dowodzone bezpośrednio przez generała Bergmana dotarły do umocnionego przez Turków miasta Köprüköy i rozpoczęły jego szturm. Przygotowane zawczasu i dobrze rozlokowane formacje tureckie utrzymały jednak pozycje kosztem sporych strat. Uniemożliwiło to jednak Rosjanom przełamanie frontu i zajęcie ważnego punktu oporu.
W odpowiedzi na działania Rosjan cofnięta początkowo w głąb własnego terytorium 3 Armia Turecka sprawnie dowodzona przez Hasana Izzeta paszę rozpoczęła operację okrążającą siłami IX i X korpusu. W jej rezultacie atakujące początkowo formacje rosyjskie znalazły się w trudnej sytuacji operacyjnej. Szybko ściągnięte znaczne posiłki rosyjskie powstrzymały wprawdzie ataki wojsk tureckich, jednakże Rosjanie zmuszeni zostali nie tylko do przerwania ofensywy, ale również do wycofania się niemal na pozycje wyjściowe.
Jedynym zyskiem dla Rosjan były niewielkie zdobycze terytorialne: po zakończeniu operacji front ustalił się około 25 km na zachód od przedwojennej granicy rosyjsko-tureckiej. Straty rosyjskie były natomiast znaczne i szacuje się je na około 40% stanu początkowego. Z drugiej strony, siły tureckie nie doznały większego uszczerbku, a ich straty (15 – 18 tysięcy żołnierzy) były ponad dwa razy mniejsze od rosyjskich (według źródeł tureckich trzykrotnie mniejsze).

## Skutki nieudanej ofensywy
Porażka osłabiła znacznie pozycję Rosji na froncie kaukaskim. Sukces w wymiarze operacyjnym zachęcił stronę osmańską do pojęcia zdecydowanej ofensywy skierowanej na terytoria rosyjskie, co doprowadziło do bitwy pod Sarykamysz.